# Bernardino Butinone

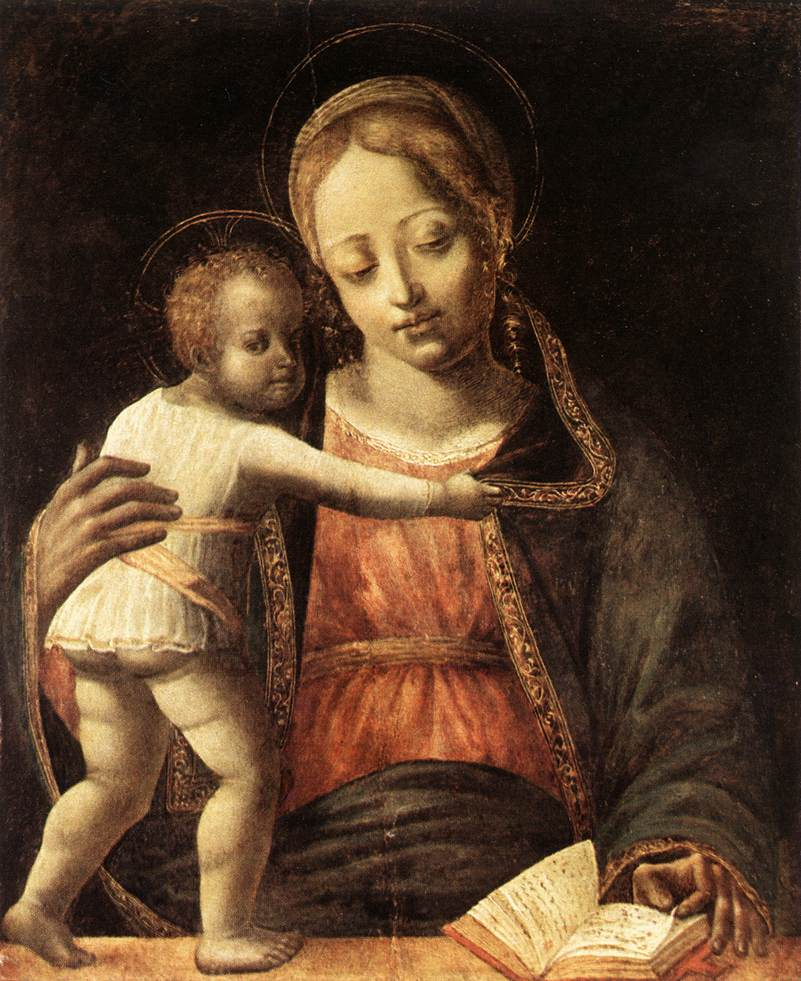
Verge amb el Nen, Pinacoteca di Brera

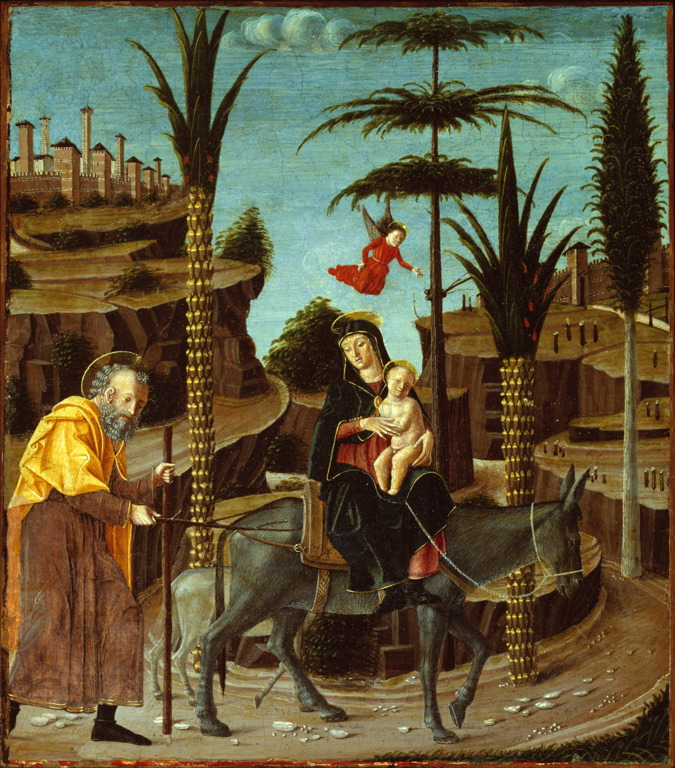
Fugida a Egipte

Bernardino Jacopi Butinone, també conegut com a Bernat de Treviglio (Treviglio, c. 1450 - Treviglio, abans del 6 de novembre de 1510), fou un pintor italià que va viure durant el Renaixement.

## Biografia
Fill d'un modest pintor de Treviglio, Jacopo Butinone. Va realitzar el seu aprenentatge als tallers de mestres com Vincenzo Foppa o Vincenzo Civerchio, al costat de qui va treballar a Milà. No obstant això, el seu estil està molt proper als grans mestres nord-italians del seu temps, Andrea Mantegna, Cosimo Tura i Francesco del Cossa, dels quals va imitar el seu refinat estil, ple de realisme.
El 1484 està documentada la seva presència a Milà, on va pintar un Tríptic, actualment a la Pinacoteca de Brera. Posteriorment va establir una societat amb el pintor Bernat Zenale, al costat de qui va emprendre diversos projectes de decoració al fresc, com la cúpula de San Pietro in Gessate (1491-1493) o Santa Maria delle Grazie de Milà.

## Obres destacades
- Crucifixió (c. 1480, Galleria Nazionale d'Arte Antica, Roma)
- Adoració dels Pastors (1480-1485, National Gallery de Londres), atribució dubtosa
- Mare de Déu amb el Nen i àngels (Col·lecció Gallarati-Scotti, Milà)
- Verge amb el Nen amb San Leonardo i San Bernardino de Siena (1484, Pinacoteca di Brera, Milà)
- Políptic de Sant Martino (1485, Treviglio)
- Fugida a Egipte (1485, Art Institute, Chicago)
- Verge amb el Nen (1490, Pinacoteca di Brera, Milà)
- Crist i la Magdalena a Bethania (1490, Blanton Museum of Art, Austin)
- Matança dels Innocents (Detroit Institute of Arts)